# Valentin Bianchi
Pour les articles homonymes, voir Bianchi.
Valentin Lvovitch Bianchi (en allemand, Walentin Lwowitsch Bianchi) est un médecin et zoologiste russe, né le 18 février 1857 à Moscou et mort le 10 janvier 1920 à Pétrograd.

## Biographie
Il descend d'une famille suisse russifiée (Bianchi). Il fait ses études au lycée Gourévitch de Saint-Pétersbourg (1868-1878), puis à l'Académie médico-chirurgicale dont il sort diplômé en 1883. De 1883 à 1887, il est médecin ordinaire à la clinique du professeur Kochlakov et médecin de jour au service de stomatologie pédiatrique de l'Institut Marie. En janvier 1885, il est médecin de zemstvo dans l'ouiezd de Staritsk (gouvernement de Tver), où il demeure jusqu'en septembre suivant ayant accepté la proposition du professeur Eduard Brandt de devenir assistant à la chaire de zoologie et d'anatomie comparée de l'Académie de médecine.
Il est nommé en 1887 conservateur de l'Institut d’entomologie du musée zoologique de l’Académie des sciences de Saint-Pétersbourg. Il s'intéresse surtout aux papillons et aux coléoptères, tout en continuant ses recherches sur la systématique des oiseaux. Il dirige le département d'ornithologie du musée zoologique de 1896 (succédant à Theodor Pleske) à sa mort.
Avec Jacobson (1871-1926) il fait paraître en 1905 Orthoptera et Pseudoneuroptera de l'Empire russe et des pays adjacents, Catalogue des espèces connues d'Alaudidae ou de la famille des passereaux, avec une table montrant la distribution géographique et la clef du Genus (1907) et en 1911 Les Colymbiformes et les Procellariiformes, le premier volume de la Faune de la Russie et des pays limitropes. C'est lui qui étudie les oiseaux rapportés par l'expédition russe au Spitzberg (1899-1901). Son fils est l’écrivain et ornithologue Vitali Bianchi.
Sa collection d’hétéroptères se trouve aujourd'hui au musée zoologique de Saint-Pétersbourg.
Une espèce d'oiseaux, Seicercus valentini (Phylloscopidae), lui est dédiée.

## Liste partielle des publications
- 1905 : avec Gueorgui Jacobson (1871-1926), Orthoptera et Pseudoneuroptera de l'Empire russe.
- (ru) «Описание гнезда и яиц Acrocephalus dumetorum Blyth.» [Description des nids et des œufs d'Acrocephalus dumetorum Blyth.] (in extenso dans Bichner « Les oiseaux de Saint-Pétersbourg » (en russe), in Travaux de la Société d'histoire naturelle de Saint-Pétersbourg, tome XIV, рp. 612—614, 1864) et in «Beitr. z. Kenntn. d. Russ. Reiches» (31 IV, p. 20–22, 1887);
- (de) «Über einen neuen Würger aus des Gattung Otomela» (Otomela Bogdanow, in «Bulletin de l'Académie impériale des sciences de Saint-Pétersbourg», XXX, p. 514–519, 1886 et in «Mel. biol.» XII, p. 581–588, 1886);
- (de) «Zur Ornis der westlichen Ausläufer des Pamir und des Altai» («Bull. Acad. Imp. Sc. St.-Pétersb.» XXXI, p. 337–396 et in «Mel. biol.» XII, 599—683, 1886);
- (de) «Biologische Notizen über die im Sommer 1885 bei Uschaki (guwernenant Nowgorod) beobachteten Vögel» («Beitr. z. Kenntn. d. Russ. Reichs», 31. IV p. 189–275, 1888);
- (ru) «Птицы ганьсуйского путешествия Г. Н. Потанина» (1884—1887) [Les oiseaux rapportés par G. N. Potanine de son voyage dans le Gansou];
- (ru) «Матерьялы по орнитологии Китая, главным образом, южной части провинции Гань-су» [Matériaux ornithologiques de Chine, en particulier de la partie méridionale du Gansou] (Saint-Pétersbourg, 1891, en collaboration avec Mikhaïl Mikhaïlovitch Berezovski, membre de la Société impériale géographique russe)